# Der König in Thule (Schubert)
Pour les articles homonymes, voir Der König in Thule.
Der König in Thule (en français « Le roi de Thulé »), D 367, est un lied strophique simple composé par Franz Schubert au début de l’année 1816 sur un texte homonyme écrit par Johann Wolfgang von Goethe. Il est le cinquième lied de l’opus 5, paru à Vienne en juillet 1821 aux éditions Cappi & Diabelli.

## Contexte
Der König in Thule fait partie du premier cahier de lieder de Schubert que son ami Josef von Spaun envoie à Goethe. Il comportait des œuvres telles Gretchen am Spinnrade (D 118) et Wie anders Gretchen (D 126) datant toutes les deux de 1814. Deux autres œuvres du compositeur tirent leur texte du Faust : Chor der Engel (D 440) composé en 1816 et ayant comme particularité de ne pas être un lieder mais une composition pour quatuor et Gretchens Bitte (D 564) en 1817, est le dernier lieder qu’il créé à partir de la pièce. Durant ces années, Schubert reprend très fréquemment les œuvres du poète francfortois. Il produit une dizaine de lieder goethien en 1816, ce qui peut paraitre peu face au vingt-six de l’année précédente. Der König in Thule fait partie des quatre lieder inspirés de poème de Goethe dont on ne connait pas précisément la date de composition à l’exception de l’année. Les trois autres étant Lied der Mignon (D 359), Jägers Abendlied (D 368) et An Schwager Kronos (D 369). 
En plus d’une plus grande reconnaissance du grand public, Josef von Spaun essaye de faire en sorte que Schubert, au détour de Goethe, soit reconnu comme étant le « chantre germanique ». En effet, dans un monde musical gouverné par l’italianisme et où le futur Chancelier impérial d’Autriche, Klemens Wenzel von Metternich, préfère s’exprimer en français au détriment de sa langue natale, l’esprit germain perd de sa valeur. Dès lors, en utilisant l’image d’un compositeur allemand empruntant les textes du plus célèbre des poètes germaniques, Spaun espère rendre justice à son ami.

## Texte
| Texte original | Traduction |
| --- | --- |
| Es war ein König in Thule, Gar treu bis an das Grab, Dem sterbend seine Buhle Einen goldnen Becher gab. Es ging ihm nichts darüber, Er leert' ihn jeden Schmaus; Die Augen gingen ihm über, So oft er trank daraus. Und als er kam zu sterben, Zählt' er seine Städt' im Reich, Gönnt' alles seinen Erben, Den Becher nicht zugleich. Er saß bei'm Königsmahle, Die Ritter um ihn her, Auf hohem Vätersaale, Dort auf dem Schloß am Meer. Dort stand der alte Zecher, Trank letzte Lebensgluth, Und warf den heiligen Becher Hinunter in die Fluth. Er sah ihn stürzen trinken Und sinken tief ins Meer, Die Augen täten ihm sinken, Trank nie einen Tropfen mehr. | Il était un roi de Thulé À qui son amante fidèle Légua, comme souvenir d'elle, Une coupe d'or ciselé. C'était un trésor plein de charmes Où son amour se conservait : À chaque fois qu'il y buvait Ses yeux se remplissaient de larmes. Voyant ses derniers jours venir, Il divisa son héritage Mais il excepta du partage La coupe, son cher souvenir. Il fit à la table royale Asseoir les barons dans sa tour ; Debout et rangée alentour, Brillait sa noblesse loyale. Sous le balcon grondait la mer. Le vieux roi se lève en silence, Il boit, frissonne, et sa main lance La coupe d'or au flot amer ! Il la vit tourner dans l'eau noire, La vague en s'ouvrant fit un pli, Le roi pencha son front pâli... Jamais on ne le vit plus boire. |

Le texte relate la dernière résolution du roi de Thulé, monarque d'une île mythologique évoquée par l’explorateur grec Pythéas. Ayant perdu sa bien-aimée, il entretient son souvenir en buvant jusqu’à son dernier jour dans la coupe qu’elle lui offrit, celle-ci symbolisant la loyauté jusqu’au-boutiste du roi envers son amante disparue. 
Le poème, comportant six strophes de quatre vers agencés selon des rimes croisées, est inséré dans le Faust (1808) de Goethe (Acte 1, scène 8) et chanté par Marguerite. Il est déjà mentionné dans la première version de l’œuvre, l’Urfaust de 1774. Comme l’explique James Condamin dans son essai critique sur le roi de Thulé, le poème « fait à la fois la peinture et l’éloge de la constance dans l’affection. Il est impossible d’enserrer dans un cadre plus simple et de décrire en termes plus vrais la fidélité jusqu’à la mort ».

## Éditions
Si la date exacte de la composition n’est pas connue, les spécialistes s’entendent sur le fait qu’elle aurait été écrite avant le mois d’avril 1816. C’est en effet peu après cette date qu’une version manuscrite est envoyée par Joseph van Spaun à Goethe. Celle-ci a été conservée et se trouve actuellement à la bibliothèque d’état de Berlin.
Il existe d’autres transcription du lieder se trouvant dans d’autres recueils. C’est le cas dans le Liederalbum II d’Albert Stadler datant de 1816 ou encore dans le fascicule 10 du Liedabschriften de Johann Leopold Ebner. Ces deux versions sont accompagnées d’une mention sur le tempo « Etwas langsam, romanzenartig » (« un peu lent, comme une romance »). 
L’œuvre sera éditée pour la première fois en 1821, soit cinq ans après sa composition. C’est la cinquième œuvre de son opus 5 édité par Cappi et Diabelli et dédié à son professeur Antonio Salieri. Les autres lieder de cette édition sont : Rastlose Liebe (D 138), Nähe des Geliebten (D 162), Der Fischer (D 225) et Erster Verlust (226) dans cette édition.

## Analyse de l’œuvre
Der König in Thule est d’une grande simplicité formelle, mais d’une grande force expressive. En effet, le lieder n’est composé que d’une trentaine de mesures se répétant trois fois. Schubert ayant décidé de reprendre le même style de ballade ancienne que Goethe utilise dans son poème. D’autant plus que les figures rythmiques et le rythme régulier utilisés dans l’œuvre se rapprochent de la Volksballade, une tradition orale caractérisée par ses répétitions et sa brièveté.
Schubert arrive à faire ressentir en musique les sentiments exprimés dans le poème. Selon Brigitte Massin : « à la simplicité voulue du poème correspond le naturel absolu de la mélodie et du rythme du lied schubertien ». Il en va de même pour Graham Johnson. Ce dernier, en plus de trouver une similitude avec la version de Carl Friedrich Zelter de Der König in Thule en la mineur et datant de 1812, souligne le fait que le côté archaïque de l’œuvre musicale est parfait pour évoquer l’univers gothique du Faust et plus précisément encore, la simplicité de Marguerite. Les deux versions se différencient entre autres par leur caractère : celle de Zelter doit être interprétée « sanft und frei », celle de Schubert « etwas langsam und pianissimo». Cette approche plus douce, correspond davantage à la façon dont Marguerite chante dans la pièce. Le caractère fortement expressif qui se dégage du lied peut amener plusieurs clés de lecture et plusieurs manières d’interpréter les sentiments ressentis lors de l’écoute.
Sur la partition, l’œuvre s’ouvre sur la sous-dominante avant d’arriver sur la tonalité de ré mineur. Cela crée un caractère plus sombre dans la mesure où cette tonalité est associée à la mort. Le rythme est, quant à lui, en 2/4 avec une basse très claire. Celle-ci, composée d’octaves, accentue avec la progression harmonique régulière de l’accompagnement, l’atmosphère mélancolique qui se dégage du lied.

## Discographie sélective
L’œuvre ayant été interprétée d’innombrable fois, voici une liste discographique sélective où l’on peut la retrouver. La version comportant un astérisque signifie que le piano est remplacé par une guitare,.
| Date  | Chant                    | Piano                | Titre de l'album                | Label                |
| ----- | ------------------------ | -------------------- | ------------------------------- | -------------------- |
| 1968  | Irmgard Seefried         | Erik Werba           | Lieder                          | Adès                 |
| 1970  | Dietrich Fischer-Dieskau | Gerald Moore         | Schubert : Lieder               | Deutsche Grammophon  |
| 1978  | Gundula Janowitz         | Irwin Gage           | Franz Schubert : Lieder, Vol. 2 | Deutsche Grammophon  |
| 1985  | Barbara Hendricks        | Radu Lupu            | Lieder                          | EMI Music France     |
| 1988  | Mariana Lipovsek         | Geoffrey Parsons     | Lieder                          | Orfeo                |
| 1990  | Brigitte Fassbaender     | Graham Johnson       | Complete songs                  | Hyperion Records     |
| 2014  | Clemens Morgenthaler     | Bernhard Renzikowski | Schubert : Lieder und Balladen  | Ars Produktion       |
| 2016  | Florian Boesch           | Malcolm Martineau    | Boesch, Martineau, Schubert     | Onyx / Onyx Classics |
| 2016* | Ian Bostridge            | Xuefei Yang          | Songs from Our Ancestors        | Globe Music          |
| 2018  | Carolyn Sampson          | Joseph Middleton     | A Soprano's Schubertiade        | BIS Records          |

#### Ouvrages
- Brigitte Massin, Franz Schubert, Paris, Fayard, 1977
- James Condamin, La ballade du Roi de Thulé. Essai de critique littéraire et musicale sur le lied de Goethe, Paris, Ernest Leroux, 1883
- Lorraine Byrne Bodley, Schubert's Goethe Settings, Londres, Routledge, 2017
- Monique Mund-Dopchie, Ultima Thulé. Histoire d'un lieu et genèse d'un mythe, Genève, Libairie Droz, 2009
- Otto Erich Deutsch, Franz Schubert Thematisches Verzeichnis seiner Werke in chronologische Folge, Cassel, Bärenreiter, 1978

#### Articles et notices discographiques
- Graham Johnson, « Der König in Thule, D367 », disponible sur https://www.hyperion-records.co.uk/, 1991
- Michael Fischer, « Es war ein König in Thule », disponible sur https://www.liederlexikon.de, 2007
- « Der König in Thule, D. 367 », disponible sur https://ww.allmusic.com/, (consulté le 21 novembre 2020)
- « Der König in Thule. D 367, Franz Schubert (1797-1828) » disponible sur https://data.bnf.fr/, (consulté le 1 décembre 2020)